# Dănești (okręg Călărași)
Dănești – wieś w Rumunii, w okręgu Călărași, w gminie Frăsinet. W 2011 roku liczyła 418 mieszkańców.